# 索沃泰尔 (塔恩省)
索沃泰尔（法語：Sauveterre，法語發音：[sovtɛʁ]）是法国塔恩省的一个市镇，属于卡斯特尔区。

## 地理
索沃泰尔（43°28'28"N, 2°33'10"E）面积12.39 平方千米，位于法国奧克西塔尼大區塔恩省，该省份为法国南部内陆省份，北起顺时针与阿韦龙省、埃罗省、奥德省、上加龙省和塔恩-加龙省接壤。
与索沃泰尔接壤的市镇（或旧市镇、城区）包括：莱斯皮纳西耶尔、卡萨尼奥勒、阿尔比讷、拉卡巴雷德、鲁艾鲁、圣阿芒瓦尔托雷。

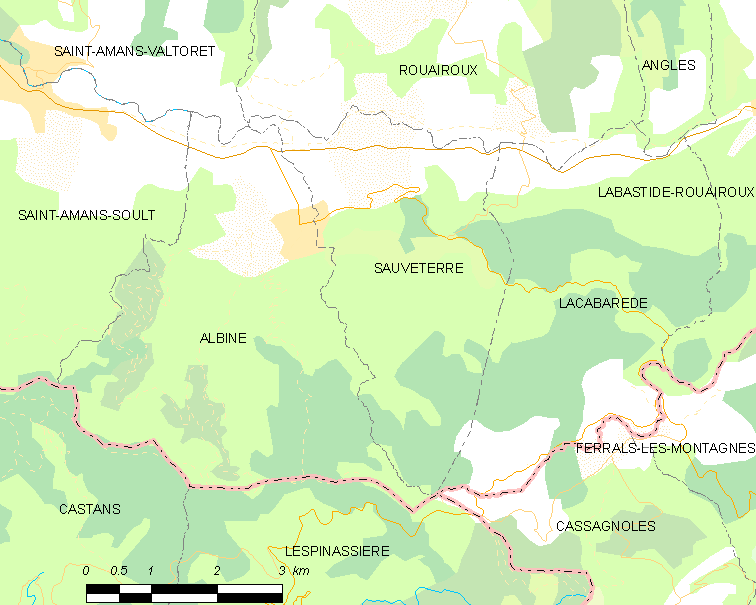
的OSM定位图

索沃泰尔的时区为UTC+01:00、UTC+02:00（夏令时）。

## 行政
索沃泰尔的邮政编码为81240，INSEE市镇编码为81278。

## 政治
索沃泰尔所属的省级选区为马扎梅第二县。

## 人口

1962-2008年间人口变化图示

索沃泰尔于2022年1月1日时的人口数量为186人。